# Blancheteaterns uppsättningar
Det här är en lista över Blancheteaterns i Stockholm uppsättningar.

## Bror Öbergsonsregim, 1915-1916
| År   | Produktion                                                               | Upphovsmän                                               | Regi                  | Noter |
| ---- | ------------------------------------------------------------------------ | -------------------------------------------------------- | --------------------- | --- |
| 1915 | Mats och Petter och Dunseklump                                           | John Bauer                                               | Bror Öbergson         | Premiär 26 december 1915 Scenografi John Bauer                                                               |
| 1915 | Den politiska kocken                                                     | August Blanche                                           | Bror Öbergson         | Premiär 26 december 1915                                                                                     |
| 1915 | Jul                                                                      | Ellen Reumert                                            |                       | Premiär 26 december 1915                                                                                     |
| 1916 | På tröskeln                                                              | Algot Ruhe                                               | Bror Öbergson         | Premiär 20 januari 1916                                                                                      |
| 1916 | Marens kycklingar Marens Kyllinger                                       | Ellen Reumert                                            | Torsten Winge         | Premiär 21 januari 1916                                                                                      |
| 1916 | Bröllopsdagen Brüderlein fein                                            | Leo Fall och Julius Wilhelm                              | Bror Öbergson         | Premiär 7 februari 1916 Scenografi Einar Nerman                                                              |
| 1916 | Två änkor                                                                | Algot Ruhe                                               | Bror Öbergson         | Premiär 16 februari 1916                                                                                     |
| 1916 | De båda döva Les deux sourds                                             | Jules Moinaux                                            | Bror Öbergson         | Premiär 16 februari 1916                                                                                     |
| 1916 | Mannen som såg djävulen L'homme qui a vu le Diable                       | Gaston Leroux                                            | Bror Öbergson         | Premiär 4 mars 1916                                                                                          |
| 1916 | Guldkarossen Guldkareten                                                 | Axel E. Betzonich                                        | Torsten Winge         | Premiär 13 mars 1916                                                                                         |
| 1916 | Sälbisamkappan                                                           | Egron Bille                                              | Bror Öbergson         | Premiär 21 mars 1916                                                                                         |
| 1916 | Professorskans montör                                                    | Egron Bille                                              | Bror Öbergson         | Premiär 21 mars 1916                                                                                         |
| 1916 | Vårblod                                                                  | Hans Ahlin                                               | Bror Öbergson         | Premiär 21 mars 1916                                                                                         |
| 1916 | Män                                                                      | Erik Karlholm                                            | Bror Öbergson         | Premiär 10 april 1916                                                                                        |
| 1916 | Järnridån faller                                                         | Harald Wägner                                            | Bror Öbergson         | Premiär 25 april 1916                                                                                        |
| 1916 | Décolleté och Co Décolleté und Co                                        | Martin Knopf                                             | Bror Öbergson         | Premiär 2 maj 1916                                                                                           |
| 1916 | Ned med alkoholen                                                        | Pierre Veber och Pierre Montrel                          | Bror Öbergson         | Premiär 9 maj 1916                                                                                           |
| 1916 | En visit                                                                 | Paul Westergaard                                         | Bror Öbergson         | Premiär 9 maj 1916                                                                                           |
| 1916 | Kansaskarameller, eller Hur man ska bära sig åt, revy                    | Knut Bonde och Sigrid Stjernswärd                        | Bror Öbergson         | Premiär 13 juni 1916                                                                                         |
| 1916 | Teaterdonatorn                                                           |                                                          |                       | Premiär 19 juli 1916                                                                                         |
| 1916 | Björnen Медведь: Шутка в одном действии, Medved: Shutka v odnom deystvii | Anton Tjechov                                            | Bror Öbergson         | Premiär 10 augusti 1916                                                                                      |
| 1916 | Belägringstillstånd                                                      | Leo Ascher                                               | Bror Öbergson         | Premiär 17 augusti 1916 Julia Ewert                                                                          |
| 1916 | Frieriet Предложение, Predloženie                                        | Anton Tjechov                                            |                       | Premiär 23 augusti 1916                                                                                      |
| 1916 | Familjen                                                                 | Maurice de Marsan                                        | Bror Öbergson         | Premiär 9 september 1916                                                                                     |
| 1916 | De tre apotekarna                                                        | Algot Ruhe                                               | Bror Öbergson         | Premiär 28 september 1916 Gerda Creutzer-Lindblom, Sven Quick, Bror Öbergson                                 |
| 1916 | Bulvanen                                                                 | Josef Siener                                             | Bror Öbergson         | Premiär 10 oktober 1916                                                                                      |
| 1916 | Den spelande kvarnen Die Klingende Mühle                                 | Hans Cesek och Wilhelm Sterk Översättning Arvid Petersén | Bror Öbergson         | Premiär 28 oktober 1916 Gustaf Aronson, Maja Gustafson, Julia Ewert, Alice Uddgren, David Lembke, Sven Quick |
| 1916 | De gamlas julafton De gamles juleaften                                   | Vilhelm Krag                                             | Urania Marquard-Olsen | Premiär 1 november 1916                                                                                      |
| 1916 | Äktenskapspolitik                                                        |                                                          | Urania Marquard-Olsen | Premiär 1 november 1916                                                                                      |
| 1916 | Porslinsklockan Seklernas spegel                                         | Moses Pergament                                          |                       | Premiär 16 november 1916                                                                                     |
| 1916 | Den förvandlade brudgummen Den forvandlede brudgom                       | Ludvig Holberg                                           | Urania Marquard-Olsen | Premiär 16 november 1916                                                                                     |

## Hilda Borgströmsregim, 1916-1917
| År   | Produktion                        | Upphovsmän          | Regi            | Noter                    |
| ---- | --------------------------------- | ------------------- | --------------- | ------------------------ |
| 1916 | Ogräs                             | Olga Ott            |                 | Premiär 27 december 1916 |
| 1916 | Benja                             | Hans Ahlin          |                 | Premiär 27 december 1916 |
| 1916 | Mellan fyra ögon Unter vier Augen | Ludwig Fulda        |                 | Premiär 27 december 1916 |
| 1917 | Lurad                             | Raoul Auernheimer   |                 | Premiär 15 januari 1917  |
| 1917 | Ensam                             | Henning von Melsted |                 | Premiär 15 januari 1917  |
| 1917 | Den frånvarande                   | Erik Juel           |                 | Premiär 15 januari 1917  |
| 1917 | Rika morbror                      | August Blanche      | Hilda Borgström | Premiär 2 februari 1917  |
| 1917 | Soffan                            | Ellen Reumert       | Hilda Borgström | Premiär 2 februari 1917  |
| 1917 | Heder                             | Ernst Eklund        | Ernst Eklund    | Premiär 1 mars 1917      |
| 1917 | Handsken                          | Harald Wägner       | Hilda Borgström | Premiär 1 mars 1917      |
| 1917 | Ansiktet                          | Hilda Sachs         | Hilda Borgström | Premiär 16 mars 1917     |
| 1917 | Fattiga släktingar                | Ludwig Thoma        |                 | Premiär 16 mars 1917     |
| 1917 | Ett dockhem Et dukkehjem          | Henrik Ibsen        | Hilda Borgström | Premiär 27 mars 1917     |
| 1917 | Min kusin Ma cousine              | Henri Meilhac       | Hilda Borgström | Premiär 2 maj 1917       |

## Ernst Eklundsregim, 1917–1926
| År   | Produktion                                    | Upphovsmän                                                         | Regi                       | Noter |
| ---- | --------------------------------------------- | ------------------------------------------------------------------ | -------------------------- | --- |
| 1917 | Vandringspokalen                              | Ejnar Smith                                                        | Hilda Borgström            | Premiär 17 september 1917 |
| 1917 | Grannarna                                     | August Blanche                                                     | Hilda Borgström            | Premiär 29 september 1917 |
| 1917 | Magister Bläckstadius                         | August Blanche                                                     | Hilda Borgström            | Premiär 29 september 1917 |
| 1917 | Min mans hustru                               | Albert Ellsworth Thomas                                            | Hilda Borgström            | Premiär 17 oktober 1917 |
| 1917 | Prinsessan Snövit                             | Nils Krok                                                          | Hilda Borgström            | Premiär 4 november 1917 |
| 1917 | Dansösen                                      | Melchior Lengyel                                                   | Nils Johannisson           | Premiär 4 december 1917 |
| 1918 | Vallpojken som blev prins                     | Gustaf Lindwall                                                    |                            | Premiär 6 januari 1918 |
| 1918 | Trollbjörken                                  | Anna Wahlenberg                                                    |                            | Premiär 6 januari 1918 |
| 1918 | Bara en piga                                  | Ernst Eklund                                                       | Ernst Eklund               | Premiär 14 januari 1918 |
| 1918 | En svensk marsch                              | Walter Hülphers                                                    | Ernst Eklund               | Premiär 13 februari 1918 |
| 1918 | Geografi och kärlek Geografi og kjærlighet    | Bjørnstjerne Bjørnson                                              | Albrecht Schmidt           | Premiär 5 mars 1918 |
| 1918 | Slaghöken Vandrefalken                        | Gustav Esmann                                                      | Albrecht Schmidt           | Premiär 23 april 1918 |
| 1918 | Miljonen                                      | Kristian Elster                                                    | Hilda Borgström            | Premiär 30 augusti 1918 |
| 1918 | Miss Hobbs                                    | Jerome K. Jerome                                                   | Hilda Borgström            | Premiär 24 september 1918 |
| 1918 | Sten Stensson Stéen från Eslöf                | John Wigforss                                                      | Elis Ellis                 | Premiär 14 oktober 1918 |
| 1918 | De blå ädelstenarna                           | Margit Ekegård                                                     | Carl Wallin                | Premiär 3 november 1918 |
| 1919 | Inför döden Den fredlöse                      | August Strindberg                                                  | Ernst Eklund               | Premiär 9 april 1919 |
| 1919 | Attacken L'assaut                             | Henri Bernstein                                                    | Albrecht Schmidt           | Premiär 22 april 1919 |
| 1919 | Brännmärkt Under værgeraadet                  | Christian Gjerløv                                                  | Hjalmar Selander           | Premiär 17 augusti 1919 |
| 1919 | Borgmästare Steen                             | John Wigforss                                                      | Elis Ellis                 | Premiär 15 oktober 1919 |
| 1919 | Sjöslaget Seeschlacht                         | Reinhard Goering                                                   | Ernst Eklund               | Premiär 9 december 1919 |
| 1919 | Svärmor kommer Pastor Jussilainen             | Gustaf von Numers                                                  | Jenny Tschernichin-Larsson | Premiär 26 december 1919 |
| 1920 | Charleys tant Charley's aunt                  | Brandon Thomas                                                     | Elis Ellis                 | Premiär 17 januari 1920 |
| 1920 | Tyrannens fall Tyrannens fald                 | Svend Rindom                                                       | Svend Rindom               | Premiär 8 september 1920 |
| 1920 | Kiki                                          | André Picard Översättning Stina Nordström                          | Ernst Eklund               | Premiär 9 oktober 1920 Semmy Friedmann, Olga Andersson, Arthur Natorp, Alice Eklund, Bengt Djurberg, Hugo Tranberg, Torsten Hillberg Scenografi Manne Hallengren |
| 1920 | Olle den tappre                               | Arthur Natorp                                                      | Arthur Natorp              | Premiär 12 december 1920 |
| 1921 | Lakejer                                       | Alexander Hajo                                                     | Arthur Natorp              | Premiär 9 mars 1921 |
| 1921 | Lika barn leka bäst                           | Roberto Bracco                                                     | Ernst Eklund               | Premiär 2 april 1921 |
| 1921 | Gengångare Gengangere                         | Henrik Ibsen                                                       | Ernst Eklund               | Premiär 26 april 1921 |
| 1921 | Paracelsus Parazelsus                         | Arthur Schnitzler Översättning Gunnar Klintberg                    | Ernst Eklund               | Premiär 5 maj 1921 Semmy Friedmann, Mayne Henrikson, Sigrid Julinder, Hugo Tranberg, Arthur Natorp, Alexander Moissi Scenografi Elias Johansson |
| 1921 | Skulden till allt Ot nej vse katjestva        | Lev Tolstoj                                                        | Alexander Moissi           | Premiär 5 maj 1921 Lotten Olsson, Sigge Fischer, Linnéa Hillberg, Sigrid Julinder, Alexander Moissi, Arthur Natorp, Hugo Tranberg, Torsten Hillberg |
| 1921 | Otrogen Infedele                              | Roberto Bracco Översättning Ernst Lundquist                        | Ernst Eklund               | Premiär 1 juni 1921 Tollie Zellman, Gösta Cederlund, Olav Riégo, Arthur Natorp, Karl Öberg, Signe Wikstrand Scenografi Elias Johansson |
| 1921 | Nakna sanningen                               | Paul Frank                                                         | Ernst Eklund               | Premiär 21 september 1921 |
| 1921 | Det levande liket Živoj trup                  | Lev Tolstoj                                                        | Alexander Moissi           | Premiär 13 oktober 1921 Alexander Moissi, Linnéa Hillberg, Lotten Olsson, Alice Eklund, Ernst Eklund, Mayne Henrikson, Arthur Natorp, Hugo Tranberg, Otto Arnold, Bengt Djurberg, Sigge Fischer, Torsten Hillberg, Semmy Friedmann, Bengt Djurberg Scenografi Engelbert Bertel-Nordström                                  |
| 1921 | Kammarfrun La Dame de chambre                 | Félix Gandéra                                                      | Ernst Eklund               | Premiär 16 november 1921 Semmy Friedmann, Alice Eklund, Ernst Eklund, Gull Natorp, Anna Löfström, Sigrid Julinder, Margit Manstad, Ebba Holm, Frida Dahlskog |
| 1921 | Askungen Askepot                              | Ludvig Brandstrup Översättning Otto Arnold                         | Arthur Natorp              | Premiär 26 december 1921 Bengt Djurberg, Arthur Natorp, Hugo Tranberg, Mayne Henrikson, Linnéa Hillberg, Sigrid Julinder, Torsten Hillberg, Karl Öberg, Lotten Olsson, Knut Olsson |
| 1922 | Madame Sherry                                 | Hugo Felix, Maurice Ordonneau, Benno Jacobson                      | Ernst Eklund               | Premiär 3 mars 1922 Hugo Tranberg, Mayne Henrikson, Carl Alstrup, Linnéa Hillberg, Blanche d'Ailly, Bengt Djurberg, Anna Norrie, Torsten Hillberg, Arthur Natorp, Karl Öberg |
| 1922 | Charleys tant Charleys aunt                   | Brandon Thomas                                                     | Elis Ellis                 | Premiär 11 mars 1922 Elis Ellis, Hugo Tranberg, Bengt Djurberg, Mayne Henrikson, Blanche d'Ailly, Torsten Hillberg, Lotten Olsson, Gustaf Hjärne, Linnéa Hillberg, Karl Öberg |
| 1922 | Leka med elden                                | August Strindberg                                                  | Ernst Eklund               | Premiär 18 april 1922 |
| 1922 | Satans masker Satans Maske                    | Paul Czinner                                                       | Ernst Eklund               | Premiär 18 april 1922 |
| 1922 | Lulu Erdgeist                                 | Frank Wedekind Översättning Sven Söderman                          | Maria Orska                | Premiär 3 maj 1922 Ernst Eklund, Semmy Friedmann, Hugo Tranberg, Maria Orska, Bengt Djurberg, Carl Wallin, Arthur Natorp, Hugo Tranberg, Gull Natorp, Sigge Fischer, Ragnar Falck, Arthur Natorp, Sigrid Julinder Scenografi Engelbert Bertel-Nordström och Elias Johanson                                                |
| 1922 | Nu kommer madame Enter Madame                 | Gilda Varesi och Dolly Burne                                       | Nils Arehn                 | Premiär 1 juni 1922 Tollie Zellman, Nils Arehn, Hilda Castegren, Semmy Friedmann, Uno Brander, Hugo Tranberg, Margit Kalmér, Agnes Öbergsson, Ingeborg Östeman, Karl Öberg |
| 1922 | Mexiko-guld Mexiko-Gold                       | Rudolf Lothar och Hans Bachwitz Översättning Arvid Englind         | Uno Brander                | Premiär 15 augusti 1922 Linnéa Hillberg, Erik Berglund, Åke Claesson, Hugo Tranberg, Karl Öberg |
| 1922 | Damen med masken                              | Rudolf Lothar                                                      | Hugo Tranberg              | Premiär 8 september 1922 |
| 1922 | Dick eller Danny Pals First                   | Lee Wilson Dodd                                                    | Erik Berglund              | Premiär 21 september 1922 Erik Berglund, Semmy Friedmann, Lotten Olsson, Linnéa Hillberg, Inga Sundblad, Hugo Tranberg, Uno Brander, Åke Claesson, Otto Arnold, Karl Öberg, Otto Casparson |
| 1922 | Babyn                                         | Hans Sturm och Fritz Jakobstedter Översättning Nils Arehn          | Nils Arehn                 | Premiär 9 oktober 1922 Erik Berglund, Karin Swanström, Linnéa Hillberg, Inga Sundblad, Nils Arehn, Hugo Tranberg, Åke Claesson, Marta Holm |
| 1922 | 18 år Ungdomskilden                           | Harald Bergstedt                                                   | Ernst Eklund               | Premiär 15 november 1922 Ernst Eklund, Alice Eklund, Erik Berglund |
| 1922 | Kiki                                          | André Picard                                                       | Ernst Eklund               | Premiär 22 november 1922 |
| 1923 | Din nästas fästmö Just Married                | Adelaide Matthews och Anne Nichols                                 | Ernst Eklund               | Premiär 31 januari 1923 Ernst Eklund, Erik Berglund, Lotten Olsson, Alice Eklund, Ragnar Arvedson, Hugo Tranberg, Sigrid Julinder, Linnéa Hillberg, Arthur Natorp, Gösta Ericsson, Bror Hallberg Scenografi Carl Wiberg                                                                                                   |
| 1923 | Knappen                                       | Karin Fagerholm-Petré                                              |                            | Premiär 11 mars 1923 Gästspel av amatörer från ABF |
| 1923 | Blå fågeln                                    |                                                                    |                            | Premiär 15 april 1923 Gästspel av Ryska cabareten |
| 1923 | Amor och Psyke                                | Erik Wilhelm Olson                                                 |                            | Premiär 22 november 1923 Linnéa Hillberg, Märta Halldén, John Westin, Hugo Tranberg |
| 1923 | Sten Stensson Stéen från Eslöf                | John Wigforss                                                      | Elis Ellis                 | Premiär 24 november 1923 Linnéa Hillberg, Dagny Lind, John Westin, Hugo Tranberg, Ragnar Arvedson, Sonja Crampelle, Dagmar Lindén, Elis Ellis, Bror Hallberg, Ester Halling, Eugén Norrby, Semmy Friedmann, Otto Malmberg                                                                                                 |
| 1923 | Din nästas fästmö                             | Adelaide Matthews och Anne Nichols                                 | Ernst Eklund               | Premiär 12 december 1923 Ernst Eklund, Nils Lundell, Olga Adamsen, Alice Eklund, Olav Riégo, Håkan Westergren, Ester Roeck-Hansen, Dagmar Lindén, Bengt Djurberg, Gösta Ericsson, Eugén Norrby Scenografi Carl Wiberg |
| 1923 | Rika morbror                                  | August Blanche                                                     | Albert Ståhl               | Premiär 26 december 1923 Albert Ståhl, Dagny Lind, Olga Adamsen, Bengt Djurberg, Nils Lundell, Eugen Norrby, Ester Halling Scenografi Manne Runsten |
| 1924 | Grevinnan Lolotte                             | Leopold Lipschütz                                                  | Ernst Eklund               | Premiär 23 januari 1924 Lili Ziedner, Dagmar Lindén, Hugo Tranberg, Arthur Natorp, Ragnar Arvedson, Nils Lundell, Albert Ståhl, Linnéa Hillberg, Sonja Crampelle, Dagny Lind, Eugén Norrby Scenografi Manne Runsten |
| 1924 | Odygdens belöning La Maîtraisse imaginaire    | Félix Gandéra och Claude Gevel                                     | Karin Swanström            | Premiär 28 februari 1924 Alice Eklund, Nils Lundell, Karin Swanström, Håkan Westergren, Albert Ståhl, Dagmar Lindén, Ragnar Arvedson, Hugo Tranberg, Dagny Lind, Ursula Ingelsson, Eugén Norrby, Francis Punkenhofer, Harry Hammarbäck Scenografi Manne Runsten                                                           |
| 1924 | Reggies bröllop Wedding bells                 | Edward Salisbury Field                                             | Ernst Eklund               | Premiär 17 maj 1924 Ernst Eklund, Tollie Zellman, Gull Natorp, Alice Eklund, Erik Berglund, Semmy Friedmann, Nils Lundell, Svea Frisch-Kåge, Arthur Natorp Scenografi Manne Runsten |
| 1924 | Kammarfrun La Dame de chambre                 | Félix Gandéra                                                      | Ernst Eklund               | Premiär 21 juni 1924 Ernst Eklund, Alice Eklund, Semmy Friedmann, Margit Manstad |
| 1924 | Portiern på Maxim Le Chasseur de chez Maxim's | Yves Mirande, Gustave Quinson och Henri Geroule                    | Ernst Eklund               | Premiär 6 augusti 1924 Erik Berglund, Gull Natorp, Dagny Lind, Nils Ekstam, Einar Axelsson, Frans Oscar Öberg, Eugén Norrby, Ester Roeck-Hansen, Margit Manstad, Bengt Djurberg, Otto Malmberg, Frida Dahlskog, Karl Mattson, Francis Punkenhofer, Gösta Ericsson, John Wahlbom, Hildur Malmberg Scenografi Manne Runsten |
| 1924 | Fördraget i Auteuil Le Traité d'Auteuil       | Louis Verneuil Översättning Torsten Winge                          | Einar Fröberg              | Premiär 29 oktober 1924 Alice Eklund, Bror Öbergson, Frans Oscar Öberg, Gull Natorp, Håkan Westergren, Nils Lundell, Nils Ekstam, Ester Roeck-Hansen, Margit Manstad, Dagmar Lindén, Eugén Norrby, Otto Malmberg Scenografi Manne Runsten                                                                                 |
| 1924 | Dockan Le Mariage de Fredaine                 | André Picard Översättning Einar Fröberg                            | Karin Swanström            | Premiär 6 december 1924 Tollie Zellman, Lotten Olsson, Margit Manstad, Dagmar Lindén, Svea Frisch-Kåge, Nils Wahlbom, Nils Lundell, Håkan Westergren, Frans Oscar Öberg, Martin Ericsson, Sonja Crampelle Scenografi Manne Runsten                                                                                        |
| 1924 | Dulcie Dulcy                                  | George S. Kaufman och Marc Connelly Översättning Carlo Keil-Möller | Einar Fröberg              | Premiär 12 december 1924 Tollie Zellman, Olav Riégo, Håkan Westergren, Mathias Taube, Linnéa Hillberg, Dagmar Lindén, Nils Wahlbom, Arvid Erwall, Gösta Gustafson, Frans Oscar Öberg, Olle Hilding Scenografi Manne Runsten                                                                                               |
| 1925 | Min polska kusin Ma cousine de Varsovie       | Louis Verneuil Översättning Ella Taube                             | Karin Swanström            | Premiär 21 januari 1925 Tollie Zellman, Nils Lundell, Ester Roeck-Hansen, Olav Riégo Scenografi Manne Runsten |
| 1925 | En sensation hos Mrs Beam At Mrs. Beam's      | Charles Kirkpatrick Munro Översättning Einar Fröberg               | Ernst Eklund               | Premiär 18 februari 1925 Karin Swanström, Rune Carlsten, Lotten Olsson, Linnéa Hillberg, Karl-Magnus Thulstrup, Svea Frisch-Kåge, Margit Manstad, Olga Adamsen, Edvin Adolphson, Ester Roeck-Hansen, John Wahlbom Scenografi Manne Runsten                                                                                |
| 1925 | Mollusken The Mollusc                         | Hubert Henry Davies                                                |                            | Premiär 18 mars 1925 Tollie Zellman |
| 1925 | Flamman Die Sterne                            | Hans Müller-Einigen                                                |                            | Premiär 26 mars 1925 |
| 1925 | Mr Pim tittar in Mr. Pim Passes By            | A.A. Milne                                                         | Mathias Taube              | Premiär 7 april 1925 Olav Riégo, Linnéa Hillberg, Margit Manstad, Karin Swanström, Bengt Djurberg, Nils Lundell, Sonja Crampelle Scenografi Manne Runsten |
| 1925 | Dubbelexponering Double Exposure              | Avery Hopwood Översättning E.A. Stocktorp                          | Mathias Taube              | Premiär 2 maj 1925 Olav Riégo, Mimi Pollak, Margit Manstad, Erik Berglund, Ester Roeck-Hansen, Nils Wahlbom, Carl Wallin, Harry Roeck-Hansen, Greta Textorius, Elsa Textorius, Eugén Norrby Scenografi Manne Runsten |
| 1925 | På begäran Un homme sur la paille             | Nicolas Nancey och Henry de Gorsse Översättning Erik Berglund      | Erik Berglund              | Premiär 19 september 1925 Erik Berglund, Margit Manstad, Olav Riégo, Signe Wirff, Linnéa Hillberg |
| 1925 | Mannens revben The Camel's Back               | W. Somerset Maugham Översättning Nalle Halldén och S.S. Wilson     | Erik Berglund              | Premiär 14 oktober 1925 Gull Natorp, Lotten Olsson, Margit Manstad, Elsa Berglund, Erik Berglund, Håkan Westergren, Bror Öbergson, Eugen Norrby Scenografi Manne Runsten |
| 1925 | Zebran Le Zèbre                               | Paul Armont och Nicolas Nancey                                     |                            | Premiär 7 november 1925 |
| 1925 | Portiern på Maxim Le Chasseur de chez Maxim's | Yves Mirande, Gustave Quinson och Henri Geroule                    |                            | Premiär 12 november 1925 Erik Berglund, Gull Natorp, Sonja Crampelle, Olav Riégo, Einar Axelsson, Frans Oscar Öberg, Eugén Norrby, Ester Roeck-Hansen, Margit Manstad, Bror Öbergson, Otto Malmberg, Elsa Berglund, Karl Mattson, Wictor Hagman, Gösta Ericsson, Rolf Wiesler, Lotten Olsson Scenografi Manne Runsten     |
| 1925 | Katten i stövlar                              | Hans Werner Översättning Arthur Natorp                             | Arthur Natorp              | Premiär 19 december 1925 Eugén Norrby, Isa Schulz, Håkan Westergren, Margit Manstad, Frans Oscar Öberg, Bror Öbergson Scenografi Manne Runsten, Kostym Sandra Henning |
| 1926 | Kassabrist                                    | Vilhelm Moberg                                                     | Erik Berglund              | Premiär 1 januari 1926 Einar Axelsson, Erik Berglund, Ingeborg Mattsson, Olav Riégo, Frans Oscar Öberg, Ester Roeck-Hansen, Eugén Norrby, Bror Öbergson, Wictor Hagman, Otto Malmberg, Birger Lyne, Elsa Berglund Scenografi Manne Runsten                                                                                |
| 1926 | I skolan igen                                 | André Birabeau Översättning Knut Nyblom                            | Mathias Taube              | Premiär 10 april 1926 Bror Öbergson, Gull Natorp, Ingeborg Mattson, Håkan Westergren, Erik Berglund, Einar Axelsson, Margit Manstad, Ester Roeck-Hansen, Frans Oscar Öberg, Eugen Norrby, Karl Mattsson, Elsa Textorius Scenografi Manne Runsten                                                                          |
| 1926 | Chou-Chou                                     | Jacques Bousqeet och Alexandre Madis Översättning Einar Fröberg    | Einar Fröberg              | Premiär 30 april 1926 Håkan Westergren, Arthur Natorp, Erik Berglund, Wictor Hagman, John Precht, Bror Öbergson, Gösta Ericsson, Arvid Erwall, Eugén Norrby, Gull Natorp, Margit Manstad, Ester Roeck-Hansen, Mimi Pollak Scenografi Manne Runsten                                                                        |
| 1926 | En tillfällig äkta man                        | Edward A. Paulton                                                  | Einar Fröberg              | Premiär 15 juli 1926 John Precht, Anna Carlsten, Nils Wahlbom, Mimi Pollak, Ragnar Arvedson, Nils Lundell, Eugén Norrby Scenografi Henrik Stunz |

## Gunnar Cronwins regim 1926-1927
| År   | Produktion                        | Upphovsmän                              | Regi           | Noter |
| ---- | --------------------------------- | --------------------------------------- | -------------- | --- |
| 1926 | Lätta Isabell Die leichte Isabell | Robert Gilbert och Hans Hellmut Zerlett | Gunnar Cronwin | Premiär 23 september 1926 Edith Hallstén, Mary Gräber, Ola Isene, Ernst Brunman, Elsa Ebbesen, Per Hjern Koreografi Axel Witzansky, Dirigent Edvin Ziedner |

## Harry Roeck-Hansensregim, 1927–1955
| År   | Produktion                                           | Upphovsmän                                                               | Regi                | Noter |
| ---- | ---------------------------------------------------- | ------------------------------------------------------------------------ | ------------------- | --- |
| 1927 | Håkansbergsleken                                     | Einar Holmberg                                                           | Harry Roeck-Hansen  | Premiär 9 september 1927 Olav Riégo, Ester Roeck-Hansen, Erik Berglund, Knut Stengård, Märta Arbin, Concordia Selander, Eugén Norrby, Karin Alexandersson, Maja Gadelius Scenografi Manne Runsten |
| 1927 | Det farliga året                                     | Rudolf Lothar och Hans Bachwitz Översättning Otto Groothoff              | Harry Roeck-Hansen  | Premiär 6 oktober 1927 Harry Roeck-Hansen, Ester Roeck-Hansen, Doris Nelson, Maja Gadelius, Hjalmar Selander, Olav Riégo, Ragnar Arvedson, Erik Berglund Scenografi Manne Runsten |
| 1927 | Livets gång The way things happen                    | Clemence Dane Översättning Harry Roeck-Hansen                            | Harry Roeck-Hansen  | Premiär 9 november 1927 Concordia Selander, Ragnar Arvedson, Per-Axel Branner, Ester Roeck-Hansen, Karin Alexandersson, Gull Natorp, Maja Gadelius, Olav Riégo, Harry Roeck-Hansen, Knut Stengård, Georg Blomstedt, Margit Adolphson, Eugén Norrby |
| 1927 | Socorros inackorderingar                             | Miguel Ramos Carrión och Vital Aza Översättning Karl August Hagberg      | Hjalmar Selander    | Premiär 14 december 1927 Karin Alexandersson, Maja Gadelius, Märta Arbin, Olav Riégo, Erik Berglund, Knut Stengård, Eugén Norrby, Hjalmar Selander |
| 1928 | Bobbys sista natt                                    | James Barclay Översättning Erik Berglund                                 | Harry Roeck-Hansen  | Premiär 14 januari 1928 Erik Berglund, Ester Roeck-Hansen, Olav Riégo, Knut Stengård, Märta Arbin Scenografi Manne Runsten |
| 1928 | Fanatiker The fanatics                               | Miles Malleson Översättning Elsa Thulin                                  | Harry Roeck-Hansen  | Premiär 6 februari 1928 Karin Alexandersson, Erik Berglund, Per-Axel Branner, Ester Roeck-Hansen, Olav Riégo, Maja Gadelius, Gun Holmquist, Olga Andersson, Gull Natorp, Ingeborg Mattsson, Märta Arbin Scenografi Manne Runsten |
| 1928 | Domprosten Bomander                                  | Mikael Lybeck                                                            | Harry Roeck-Hansen  | Premiär 14 april 1928 Harry Roeck-Hansen, Erik Berglund, Concordia Selander, Per-Axel Branner, Olav Riégo, Ester Roeck-Hansen, Karin Alexandersson, Gull Natorp, Märta Arbin, Ingeborg Mattsson, Otto Malmberg, Knut Stengård, Eugen Norrby, Per Nordström Scenografi Manne Runsten |
| 1928 | Hertiginnan av Elba Die Herzogin von Elba            | Rudolf Lothar och Oscar Winterstein Översättning Arvid Englind           | Harry Roeck-Hansen  | Premiär 25 september 1928 Erik Berglund, Ester Roeck-Hansen, Olav Riégo, Eugén Norrby, Harry Roeck-Hansen, Märta Arbin, Per-Axel Branner, Arthur Natorp Scenografi Manne Runsten |
| 1928 | Mary Dugans process The Trial of Mary Dugan          | Bayard Veiller Översättning Sonja Vougt                                  | Harry Roeck-Hansen  | Premiär 13 oktober 1928 Erik Berglund, Gillis Blom, Ester Roeck-Hansen, Olav Riégo, Per-Axel Branner, Alfred Lundberg, Hugo Tranberg, Thor Christiernsson, Arthur Natorp, Sven Thornblad, Jemmy Ohlson, Gull Natorp, Märta Arbin, Ingeborg Mattsson, Gun Holmquist, Gösta Ericsson, Ingrid Sandahl, Otto Malmberg, Eugén Norrby, Gustaf Salzenstein, Lillemor Björnstad Scenografi Manne Runsten                         |
| 1929 | Påsk                                                 | August Strindberg                                                        | Harry Roeck-Hansen  | Premiär 20 januari 1929 Erik Berglund, Ester Roeck-Hansen, Olav Riégo, Per-Axel Branner, Märta Arbin, Karin Alexandersson Scenografi Manne Runsten |
| 1929 | Såna barn Saturday's children                        | Maxwell Anderson Översättning Gustaf Collijn                             | Erik Berglund       | Premiär 31 januari 1929 Gull Natorp, Olav Riégo, Karin Alexandersson, Ester Roeck-Hansen, Erik Berglund, Georg Blomstedt, Per-Axel Branner, Concordia Selander, Eugén Norrby, Ragnar Andersson |
| 1929 | Maya                                                 | Simon Gantillon Översättning Elsa Thulin                                 | Harry Roeck-Hansen  | Premiär 21 mars 1929 Olav Riégo, Ester Roeck-Hansen, Ingeborg Mattsson, Märta Arbin, Gull Natorp, Gösta Ericsson, Gun Holmquist, Karin Alexandersson, Aurore Palmgren, Eugén Norrby, Concordia Selander, Jemmy Ohlson, Per-Axel Branner, Erik Berglund, Arthur Natorp, Gillis Blom, Ragnar Arvedson Scenografi Manne Runsten                                                                                             |
| 1929 | Hotell Pompadour Other men's wives                   | Walter Hackett Översättning Margaretha Odelberg                          | Harry Roeck-Hansen  | Premiär 6 maj 1929 Per-Axel Branner, Gull Natorp, Olav Riégo, Ester Sahlin, Ragnar Arvedson, Arthur Natorp, Harry Roeck-Hansen, Hugo Tranberg Scenografi Manne Runsten |
| 1929 | S.k. kärlek This thing called love                   | Edwin Burke                                                              | Harry Roeck-Hansen  | Premiär 22 juni 1929 Överflyttad från Djurgårdsteatern |
| 1929 | Så förtjusande människor These Charming People       | Michael Arlen Översättning Einar Fröberg                                 | Einar Fröberg       | Premiär 17 oktober 1929 Artur Cederborgh, Magda Holm, Gun Holmquist, Ragnar Arvedson, Olav Riégo, Per-Axel Branner, Arthur Natorp, Jemmy Ohlson, Gull Natorp Scenografi Manne Runsten |
| 1929 | Skiljas A bill of divorcement                        | Clemence Dane Översättning Gunnar Klintberg                              | Harry Roeck-Hansen  | Premiär 1 november 1929 Uno Henning, Elsa Baude, Ester Roeck-Hansen, Concordia Selander, Olav Riégo, Ragnar Arvedson, Per-Axel Branner, Arthur Natorp, Aurore Palmgren Scenografi Manne Runsten |
| 1929 | Brevet The letter                                    | W. Somerset Maugham Översättning Gustaf Linden                           | Harry Roeck-Hansen  | Premiär 30 november 1929 Olav Riégo, Ragnar Arvedson, Bengt Djurberg, Hugo Tranberg, Per-Axel Branner, Arthur Natorp, Ester Roeck-Hansen, Gull Natorp, Aurore Palmgren, William Engeström |
| 1929 | Cocktails Tell me the truth                          | Leslie Howard Översättning Semmy Friedmann                               | Harry Roeck-Hansen  | Premiär 14 december 1929 Magda Holm, Olav Riégo, Hugo Tranberg, Karin Alexandersson, Gull Natorp, Per-Axel Branner, Concordia Selander, William Engeström Scenografi Manne Runsten |
| 1929 | Passagerare byta tåg                                 | Oscar Rydqvist                                                           | Sandro Malmquist    | Premiär 26 december 1929 Eva Lagerström, Martha Colliander, Lillemor Björnstad, Karin Granberg, Erland Colliander, Erik-Victor Bergman, Knut Stengård, Sandro Malmquist Scenografi Sandro Malmquist Gästspel av Sandro Malmquist-turnén |
| 1930 | Ett dubbelliv Une vie secrete                        | Henri-René Lenormand Översättning Elsa Thulin                            | Harry Roeck-Hansen  | Premiär 20 februari 1930 Uno Henning, Magda Holm, Ester Roeck-Hansen, Olav Riégo, Ragnar Arvedson, Gull Natorp, Concordia Selander, Gun Holmquist, Jemmy Ohlson, William Engeström Scenografi Ragnar Arvedson |
| 1930 | Den heliga lågan The sacred flame                    | W. Somerset Maugham Översättning Harry Roeck-Hansen                      | Harry Roeck-Hansen  | Premiär 14 mars 1930 Per-Axel Branner, Ester Roeck-Hansen, Gull Natorp, Ragnar Arvedson, Concordia Selander, Harry Roeck-Hansen, Olav Riégo, Gun Holmquist |
| 1930 | En man till påseende On approval                     | Frederick Lonsdale Översättning Gustaf Linden                            | Per-Axel Branner    | Premiär 2 maj 1930 Sture Baude, Ester Roeck-Hansen, Olav Riégo, Gull Natorp Scenografi Per-Axel Branner |
| 1930 | Pengar på gatan Das Geld auf der Straße              | Rudolf Bernauer och Rudolf Oesterreicher Bearbetning Gustaf Collijn      | Harry Roeck-Hansen  | Premiär 10 september 1930 Hugo Tranberg, Elsa Baude, Magda Holm, Ernst Fastbom, Sture Baude, Olav Riégo, Olle Florin, Otto Malmberg, Holger Löwenadler, William Engeström, Aurore Palmgren Scenografi J.H. Stunz |
| 1930 | Storken                                              | Thit Jensen Översättning Set Poppius                                     | Harry Roeck-Hansen  | Premiär 25 september 1930 Sture Baude, Alli Halling, Magda Holm, Karin Alexandersson, Olav Riégo, Gull Natorp, Per-Axel Branner, Ester Roeck-Hansen, Märta Arbin, Olle Florin, Holger Löwenadler, Hugo Tranberg, Margareta Åhlström, William Engeström |
| 1931 | Moderskärlek Bandet                                  | August Strindberg                                                        | Harry Roeck-Hansen  | Premiär 22 januari 1931 Olle Florin, Sture Baude, Olav Riégo, Ester Roeck-Hansen, Holger Löwenadler, Helge Andersson, Harry Roeck-Hansen, Sven Quick, Magda Holm, Elsa Baude, William Engeström, Gull Natorp, Anna Carlsten, Concordia Selander |
| 1931 | Trångt om saligheten Kvadratura kruga                | Valentin Katajev Översättning Ella Taube                                 | Harry Roeck-Hansen  | Premiär 19 februari 1931 Ester Roeck-Hansen, Gull Natorp, Per-Axel Branner, Sture Baude, Olav Riégo Scenografi Manne Runsten |
| 1931 | Lidelser La double passion                           | August Villeroy Översättning Carlo Keil-Möller                           | Sture Baude         | Premiär 1 april 1931 Ester Roeck-Hansen, Olav Riégo, Per-Axel Branner, Elsa Baude, Gull Natorp, Margareta Åhlström, Concordia Selander, Alli Halling, Aurore Palmgren, William Engeström Scenografi Manne Runsten |
| 1931 | Madame ordnar allt                                   | M. Aubergson                                                             | Harry Roeck-Hansen  | Premiär 30 april 1931 Sture Baude, Magda Holm, Gull Natorp, Olav Riégo, Jenny Hasselquist, Olle Florin, Holger Löwenadler, Hugo Tranberg |
| 1931 | Sex appeal                                           | Frederick Lonsdale Översättning Ellen Appelberg                          | Harry Roeck-Hansen  | Premiär 15 september 1931 Olav Riégo, Ester Roeck-Hansen, Sture Baude, Holger Löwenadler, Elsa Baude, Anna Widforss, Birgit Sergelius, Georg Rydeberg, Hugo Tranberg, William Engeström Scenografi Manne Runsten |
| 1931 | Vägen framåt Underveis                               | Helge Krog Översättning Elsa Thulin                                      | Harry Roeck-Hansen  | Premiär 14 oktober 1931 Sture Baude, Concordia Selander, Ester Roeck-Hansen, Nils Ohlin, Holger Löwenadler, Olav Riégo, Georg Rydeberg Scenografi Manne Runsten |
| 1931 | Storken                                              | Thit Jensen                                                              | Harry Roeck-Hansen  | Premiär 23 oktober 1931 Sture Baude, Alli Halling, Birgit Sergelius, Karin Alexandersson, Olav Riégo, Nils Ohlin, Ester Roeck-Hansen, Märta Arbin, Olle Florin, Holger Löwenadler, Hugo Tranberg, Margareta Åhlström, William Engeström |
| 1931 | Till polisens förfogande Voruntersuchung             | Max Alsberg och Otto Ernst Hesse                                         | Harry Roeck-Hansen  | Premiär 7 november 1931 Sture Baude, Elsa Baude, Holger Löwenadler, Birgit Sergelius, Georg Rydeberg, Alli Halling, Harry Roeck-Hansen, Olav Riégo, Hugo Tranberg, Nils Ohlin, Anna Widforss, Concordia Selander, Erland Colliander, Gunnar Björnstrand Scenografi William Engeström |
| 1931 | Tredubbelt gifta Aibie's Irish Rose                  | Anne Nichols Översättning Olga Raphael-Linden                            | Semmy Friedmann     | Premiär 5 december 1931 Sture Baude, Nils Ohlin, Anna Widforss, Olav Riégo, Hugo Tranberg, Birgit Sergelius, Charley Paterson, Erland Colliander Scenografi Manne Runsten |
| 1932 | Kamrat Arina står brud                               | I.M. Wolkow Översättning Curt Berg                                       | Harry Roeck-Hansen  | Premiär 21 februari 1932 Ester Roeck-Hansen, Georg Rydeberg, Holger Löwenadler, Nils Ohlin, William Engeström Scenografi Harald Garmland |
| 1932 | Fallna änglar Fallen angels                          | Noël Coward Översättning Einar Fröberg                                   | Sture Baude         | Premiär 12 mars 1932 Ester Roeck-Hansen, Fritiof Billquist, Greta Söderberg, Holger Löwenadler, Georg Rydeberg, Elsa Baude |
| 1932 | Syndafloden                                          | Henning Berger                                                           | Harry Roeck-Hansen  | Premiär 1 april 1932 Hugo Tranberg, Georg Rydeberg, Sture Baude, Fritiof Billquist, Olav Riégo, Nils Ohlin, Holger Löwenadler, Ester Roeck-Hansen, William Engeström, Oscar Törnblom Scenografi Manne Runsten |
| 1932 | Harrys bar, revy                                     | Berco och Chatham                                                        | Nils Johannisson    | Premiär 13 maj 1932 Elsa Baude, Ester Roeck-Hansen, Karin Rydberg, Anna Widforss, Fritiof Billquist, Björn Berglund, Ernst Victor Bergman, William Engeström, Holger Löwenadler, Nils Ohlin, Harry Roeck-Hansen, Carl Ström, Hugo Tranberg Koreografi Floyd Du Pont, Scenografi Harald Garmland och Chatham |
| 1932 | Hotellrummet                                         | Pierre Rocher Översättning E. Exter                                      | Harry Roeck-Hansen  | Premiär 20 september 1932 Mimi Pollak, Georg Rydeberg, Elsa Baude, Fritiof Billquist, Nils Ohlin, Holger Löwenadler, Birgit Sergelius, Anna Widforss, Ester Roeck-Hansen Scenografi Harald Garmland |
| 1932 | Urspårad Afsporet                                    | Karl Schlüter Översättning Ella Taube                                    | Svend Gade          | Premiär 28 oktober 1932 Ester Roeck-Hansen, Fritiof Billquist, Sture Baude, Hugo Tranberg, Björn Berglund, Anna Widforss, Mimi Pollak, Birgit Sergelius, Holger Löwenadler, Nils Ohlin, Harry Roeck-Hansen, Ragnar Arvedson, Peter Höglund Scenografi Svend Gade |
| 1932 | Obs, nymålat Prenez garde a la peinture              | René Fauchois Översättning Olga Raphael-Linden                           | Harry Roeck-Hansen  | Premiär 26 november 1932 Sture Baude, Elsa Baude, Mimi Pollak, Birgit Sergelius, Anna Widforss, Holger Löwenadler, Georg Rydeberg, Hugo Tranberg, Fritiof Billquist, Kaj Aspegren Scenografi William Engeström |
| 1932 | Tredubbelt gifta Aibie's Irish Rose                  | Anne Nichols Översättning Olga Raphael-Linden                            | Semmy Friedmann     | Premiär 15 december 1932 Sture Baude, Georg Rydeberg, Anna Widforss, Ragnar Falck, Hugo Tranberg, Birgit Sergelius, Charley Paterson, Fritiof Billquist Scenografi Manne Runsten |
| 1933 | Livet har rätt                                       | Dicte Sjögren                                                            | Harry Roeck-Hansen  | Premiär 4 januari 1933 Fritiof Billquist, Hugo Tranberg, Nils Ohlin, Ester Roeck-Hansen, Karin Alexandersson, Elsa Baude, Anna Widforss, Sture Baude, Holger Löwenadler, Georg Rydeberg |
| 1933 | Hela havet stormar Musical chairs                    | Ronald Mackenzie Översättning Gustaf Linden                              | Per Lindberg        | Premiär 25 januari 1933 Sture Baude, Fritiof Billquist, Georg Rydeberg, Ester Roeck-Hansen, Birgit Sergelius, Mimi Pollak, Holger Löwenadler Scenografi Harald Garmland |
| 1933 | April, april eller Vad ni vill Twelfth Night         | William Shakespeare                                                      | Per Lindberg        | Premiär 12 april 1933 Ester Roeck-Hansen, Birgit Sergelius, Sture Baude, Mimi Pollak, Daniel Hertzman, Georg Rydeberg, Harry Roeck-Hansen, Nils Ohlin, Folke Walder, Georg Funkquist, Holger Löwenadler Scenografi Harald Garmland |
| 1933 | Mollusken The mollusc                                | Hubert Henry Davies Översättning Björn Halldén                           | Harry Roeck-Hansen  | Premiär 17 maj 1933 Tollie Zellman, Olav Riégo, Nils Ohlin, Ester Roeck-Hansen |
| 1933 | Vi Hallams Another language                          | Rose Franken Översättning Martha Martin                                  | Knut Martin         | Premiär 14 september 1933 Anna Flygare-Stenhammar, Anders Bengtsson, Holger Löwenadler, Mimi Pollak, Nils Ohlin, Anna Widforss, Mathias Taube, Olga Andersson, Olav Riégo, Ester Roeck-Hansen, Georg Rydeberg |
| 1933 | Spillror                                             | Dicte Sjögren                                                            | Harry Roeck-Hansen  | Premiär 28 december 1933 Ester Roeck-Hansen, Karin Alexandersson, Georg Rydeberg, Carl Ström, Olav Riégo, Nils Ohlin, Mimi Pollak, Holger Löwenadler, Birgit Sergelius Scenografi Sandro Malmquist |
| 1934 | Treklang                                             | Helge Krog Översättning Per Lindberg                                     | Per Lindberg        | Premiär 13 januari 1934 Harry Roeck-Hansen, Ester Roeck-Hansen, Håkan Westergren, Birgit Sergelius, Nils Ohlin, Halvar Lindholm, Otto Malmberg Scenografi Harald Garmland |
| 1934 | Strumpebandet Getting Gertie's Garter                | Avery Hopwood Översättning Gösta Cederlund                               | Harry Roeck-Hansen  | Premiär 10 februari 1934 Mimi Pollak, Nils Ohlin, Anna Widforss, Ruth Stevens, Nils Wahlbom, Georg Rydeberg, Håkan Westergren, Birgit Sergelius, Ragnar Falck Scenografi Ragnar Falck |
| 1934 | Ingen rädder Goodbye again                           | Allan Scott och George Height Översättning Nalle Halldén och S.S. Wilson | Knut Martin         | Premiär 10 mars 1934 Marianne Löfgren, Nils Ohlin, William Engeström, Aurore Palmgren, Mimi Pollak, Birgit Sergelius, Olav Riégo, Holger Löwenadler, Nils Wahlbom Scenografi Manne Runsten |
| 1934 | Fire unge mennesker Young love                       | Samson Raphaelson                                                        | Gyda Christensen    | Premiär 2 april 1934 Scenografi Alexey Zaitzow Gästspel från Det Nye Teater, Oslo |
| 1934 | Razzia, revy                                         | Kar de Mumma                                                             | Harry Roeck-Hansen  | Premiär 4 maj 1934 Valdemar Dalquist, Ester Roeck-Hansen, Mimi Pollak, Anna Widforss, Karin Juel, Birgit Rosengren, Nils Ohlin, Gösta Gustafson, Holger Löwenadler, Georg Funkquist, Harry Roeck-Hansen Koreografi Sven Tropp, Scenografi Harald Garmland |
| 1934 | Domino                                               | Marcel Achard Översättning Edvard Alkman                                 | Per Lindberg        | Premiär 22 september 1934 Håkan Westergren, Erik Rosén, Ragnar Arvedson, Holger Löwenadler, Ester Roeck-Hansen, Elsa Baude, Signe Hasso Scenografi Harald Garmland |
| 1934 | Flickor i uniform Mädchen in Uniform                 | Christa Winsloe Översättning Holger Löwenadler                           | Harry Roeck-Hansen  | Premiär 17 oktober 1934 Anna Flygare-Stenhammar, Elsa Baude, Olga Andersson, Ester Roeck-Hansen, Gull Natorp, Else-Brite Ågren, Gerda Bohman, Signe Hasso, Carin Swensson, Birgit Tengroth, Marie-Anne Ekblad, Kaj Lidström, Ingalill Törneman, Solveig Hedengran, Keith Hårleman, Barbro Kindborg, Hildur Lithman, Karin Alexandersson, Aurore Palmgren, Sonja Person Scenografi Harald Garmland                        |
| 1935 | Processen Bennet                                     | Edward Wooll Översättning Harry Roeck-Hansen                             | Harry Roeck-Hansen  | Premiär 15 januari 1935 Sture Baude, Stina Hedberg, Harry Roeck-Hansen, Holger Löwenadler, Gull Natorp, Håkan Westergren, Nils Ohlin, Folke Walder, Hugo Tranberg, Charley Paterson, Otto Malmberg, Sven Quick, Al. Samson, Anders Bengtsson, Gerda Bohman, Bengt-Olof Granberg, Erik Forslund Scenografi Harald Garmland                                                                                                |
| 1935 | Familjen Cantrell                                    | Louis de Geer                                                            | Ester Roeck-Hansen  | Premiär 8 februari 1935 Sture Baude, Anna Flygare-Stenhammar, Holger Löwenadler, Håkan Westergren, Ester Roeck-Hansen, Karin Albihn, Gull Natorp, Nils Ohlin, Al. Samson |
| 1935 | Bizarr musik Strange orchestra                       | Rodney Ackland Översättning Anita Halldén                                | Harry Roeck-Hansen  | Premiär 26 februari 1935 Gull Natorp, Ester Roeck-Hansen, Signe Hasso, Semmy Friedmann, Sture Baude, Holger Löwenadler, Carin Swensson, Solveig Hedengran, Nils Ohlin, Else-Brite Ågren, Håkan Westergren Scenografi Harald Garmland |
| 1935 | Han, hon och han Design for living                   | Noël Coward Översättning Carlo Keil-Möller                               | Ragnar Arvedson     | Premiär 23 mars 1935 Ester Roeck-Hansen, Håkan Westergren, Nils Ohlin, Sture Baude, Ruth Weijden, Gull Natorp, Holger Löwenadler, Gun Schubert Scenografi Harald Garmland |
| 1935 | Härmed hava vi nöjet, revy                           | Kar de Mumma, Karl-Ewert och Alf Henrikson                               | Harry Roeck-Hansen  | Premiär 4 maj 1935 Sten Hedlund, Nils Ohlin, Georg Funkquist, Nils Wahlbom, Valdemar Dalquist, Margareta Kjellberg, Dagmar Ebbesen, Aino Taube, Signe Hasso, Stig Järrel, Gull Natorp, Valborg Svensson, Carl-Gunnar Wingård, Gerda Bohman, Carin Swensson, Al. Samson Koreografi Sven Tropp, Scenografi Harald Garmland                                                                                                 |
| 1935 | Gatumusikanter Stratenmusik                          | Paul Schurek Översättning Rudolf Wendbladh                               | Sigurd Magnussøn    | Premiär 4 oktober 1935 Ester Roeck-Hansen, Karin Ekelund, Nils Jacobsson, Sigurd Wallén, Nils Ohlin, Holger Löwenadler, Sven Quick |
| 1935 | Livets gyllene ögonblick The shining hour            | Keith Winters Översättning Gustaf Linden                                 | Harry Roeck-Hansen  | Premiär 19 november 1935 Holger Löwenadler, Ester Roeck-Hansen, Magnus Kesster, Gertrud Sjunnesson, Gull Natorp, Stig Järrel Scenografi Harald Garmland |
| 1936 | Bättre mans barn Three-Cornered Moon                 | Gertrude Friedberg                                                       | Harry Roeck-Hansen  | Premiär 17 januari 1936 Ester Roeck-Hansen, Gull Natorp, Carin Swensson, Valborg Svensson, Holger Löwenadler, Stig Järrel, Magnus Kesster, Hasse Ekman, Åke Jensen Scenografi Harald Garmland |
| 1936 | Måste Night must fall                                | Emlyn Williams Översättning G. V. Nordensvan                             | Arthur Natorp       | Premiär 23 februari 1936 Charley Paterson, Olga Andersson, Elsa Widborg, Magnus Kesster, Gerda Bohman, Gull Natorp, Carin Swensson, Holger Löwenadler, Stig Järrel Scenografi Harald Garmland |
| 1936 | Idyll 1936 Old folks at home                         | Harold Marsh Harwood                                                     | Pauline Brunius     | Premiär 7 mars 1936 Pauline Brunius, Hugo Björne, Anne-Marie Brunius, Mona Mårtenson, Richard Lindström, John Westin, Gunnar Sjöberg, Gunnar Strååt, Sten Hedlund Scenografi Josefsson och Dalin |
| 1936 | Därom tiger munnen Un taciturne                      | Roger Martin du Gard Översättning Elsa Thulin                            | Per Lindberg        | Premiär 25 mars 1936 Sture Baude, Stig Järrel, Arnold Sjöstrand, John Westin, Ester Roeck-Hansen, Elsa Widborg, Anna Flygare-Stenhammar |
| 1936 | Hm, sade greven, revy                                | Kar de Mumma                                                             | Harry Roeck-Hansen  | Premiär 8 april 1936 Hilding Gavle, Hjördis Petterson, Tollie Zellman, Valdemar Dalquist, Annalisa Ericson, Lill-Tollie Zellman, Carl-Gunnar Wingård, James Westheimer, Carin Swensson, Nils Jacobsson, Sten Hedlund, Stig Järrel, Ka Norell, Jascha Golowanjuk, Karen Rasmussen, Åke Brodin, Holger Löwenadler, Ingalill Stenhammar, Toutie Allum, Nils Wahlbom Koreografi Sven Tropp, Scenografi Harald Garmland       |
| 1936 | Getingboet Children to bless you                     | G.S. Donisthorpe Översättning Erik Wilhelm Olsson                        | Harry Roeck-Hansen  | Premiär 14 oktober 1936 Anna Flygare-Stenhammar, Holger Löwenadler, Birgit Sergelius, Mimi Pollak, Arnold Sjöstrand, Ester Roeck-Hansen, Gun Schubert, Stig Järrel, Gerda Bohman, Gull Natorp, Ingalill Stenhammar Scenografi Harald Garmland |
| 1936 | De oskyldiga The children's hour                     | Lillian Hellman Översättning Alf Henrikson                               | Harry Roeck-Hansen  | Premiär 3 november 1936 Anna Flygare-Stenhammar, Ruth Weijden, Ester Roeck-Hansen, Gertrud Sjunnesson, Gull Natorp, Arnold Sjöstrand, Mimi Pollak, Solveig Hedengran, Annie Wandel, Greta Thykesson, Nils Hallberg Scenografi Harald Garmland |
| 1936 | En dotter av Kina Lady Precious dream                | Hsiung Shih-i Översättning Johan Falck                                   | Johan Falck         | Premiär 2 december 1936 Stig Järrel, Gull Natorp, Magnus Kesster, Holger Löwenadler, Birgit Sergelius, Mimi Pollak, Solveig Hedengran, Arnold Sjöstrand, Karin Kavli, Kai Reiners, Harry Björklund, Manne Grünberger, Lars Seligman, Hugo Tranberg, Claes Thelander, Otto Malmberg, Greta Thykesson, Kaj Lidström, Ester Roeck-Hansen Scenografi Harald Garmland                                                         |
| 1937 | Kunglighet The Queen's Husband                       | Robert E. Sherwood Översättning Ebba Low                                 | Harry Roeck-Hansen  | Premiär 5 januari 1937 Olav Riégo, Ester Roeck-Hansen, Mimi Pollak, Eleonor de Floer, Solveig Hedengran, Stig Järrel, Holger Löwenadler, Magnus Kesster, Arnold Sjöstrand, Gösta Gustafson, Artur Cederborgh, Sven Quick, Otto Malmberg, Gerda Bohman, Claes Thelander, Al. Samson Scenografi Harald Garmland |
| 1937 | Hans första premiär                                  | Svend Rindom Bearbetning Kar de Mumma                                    | Harry Roeck-Hansen  | Premiär 17 februari 1937 Stig Järrel, Anna Flygare-Stenhammar, Gertrud Sjunnesson, Olav Riégo, Arnold Sjöstrand, Eleonor de Floer, Gösta Gustafson, Gerda Bohman, Ester Roeck-Hansen, Mimi Pollak, Holger Löwenadler, Benkt Granberg, Harry Roeck-Hansen, Otto Malmberg, Al. Samson, Hugo Tranberg, Manne Grünberger, Magnus Kesster, Sven Quick, Carin Swensson, Helga Hallén, Nils Hallberg Scenografi Harald Garmland |
| 1937 | Min son är min My son's my son                       | David Herbert Lawrence Översättning Ebba Low                             | Harry Roeck-Hansen  | Premiär 31 mars 1937 Aurore Palmgren, Holger Löwenadler, Stig Järrel, Ester Roeck-Hansen, Mimi Pollak, Magnus Kesster, Al. Samson Scenografi Harald Garmland |
| 1937 | Mitt i stan, revy                                    | Kar de Mumma                                                             | Leif Amble-Næss     | Premiär 23 april 1937 |
| 1937 | En man som alla andra Un homme comme les autres      | Armand Salacrou                                                          | Harry Roeck-Hansen  | Premiär 4 november 1937 Scenografi Harald Garmland |
| 1937 | Därom tiger munnen Un taciturne                      | Roger Martin du Gard                                                     | Per Lindberg        | Premiär 13 december 1937 Olav Riégo, Håkan Westergren, Willy Peters, David Erikson, Ester Roeck-Hansen, Mimi Pollak, Anna Flygare-Stenhammar |
| 1938 | Tre män på en häst Three Men on a Horse              | John Cecil Holm och George Abbot                                         | Harry Roeck-Hansen  | Premiär 4 januari 1938 |
| 1938 | Paria Fordringsägare                                 | August Strindberg                                                        | Harry Roeck-Hansen  | Premiär 1 februari 1938 |
| 1938 | Professor Mamlock                                    | Friedrich Wolf                                                           | Per Lindberg        | Premiär 10 februari 1938 |
| 1938 | I de bästa familjer, revy                            | Kar de Mumma                                                             | Leif Amble-Næss     | Premiär 8 april 1938 |
| 1938 | Min hustru doktor Carson                             | St. John Greer Ervine Översättning Ebba Low                              | Harry Roeck-Hansen  | Premiär 4 oktober 1938 Birgit Tengroth, Annie Wandel, Mimi Pollak, Ester Roeck-Hansen, Börje Mellvig, Olav Riégo, Hilding Gavle, Aurore Palmgren, Rolf Gregor, George Fant, David Erikson, Al. Samson, Anna-Lisa Baude, Holger Löwenadler Scenografi Harald Garmland |
| 1939 | Leka med elden Fordringsägare                        | August Strindberg                                                        | Harry Roeck-Hansen  | Premiär 15 februari 1939 |
| 1939 | Madame Bovary                                        | Gaston Baty Översättning Staffan Tjerneld                                | Harry Roeck-Hansen  | Premiär 24 februari 1939 Ester Roeck-Hansen, Holger Löwenadler, Hilding Gavle, Anna-Lisa Baude, Al. Samson, Mimi Pollak, Olle Hilding, George Fant, Signe Wirff, Börje Mellvig, Olav Riégo, David Erikson, Georg Rydeberg, Sven Quick Scenografi Harald Garmland |
| 1939 | Tattar-adel, revy                                    | Kar de Mumma                                                             | Leif Amble-Næss     | Premiär 28 april 1939 Scenografi Harald Garmland |
| 1939 | Vanartiga föräldrar Les parents terrible             | Jean Cocteau Översättning Elsa Thulin                                    | Harry Roeck-Hansen  | Premiär 12 oktober 1939 Marianne Löfgren, Ester Roeck-Hansen, Mimi Pollak, Olav Riégo, Åke Engfeldt Scenografi Harald Garmland |
| 1939 | Vibrationer The flashing stream                      | Charles Morgan Översättning Etty Santesson                               | Harry Roeck-Hansen  | Premiär 17 november 1939 Olav Riégo, Al. Samson, Åke Engfeldt, Hugo Björne, Holger Löwenadler, Mimi Pollak, Wilhelm Högstedt, Hilding Gavle, Ester Roeck-Hansen, Sven Quick Scenografi Harald Garmland |
| 1940 | Tony ritar en häst Tony Draws A Horse                | Lesley Storm Översättning Harriet Björklund                              | Harry Roeck-Hansen  | Premiär 10 januari 1940 Aurore Palmgren, Åke Engfeldt, Ester Roeck-Hansen, Holger Löwenadler, Valborg Granberg, Hilding Gavle, Birgitta Valberg, Anna-Lisa Baude, Olav Riégo, Al. Samson, Åke Stenberg, Mimi Pollak Scenografi Harald Garmland |
| 1940 | Brudsporre                                           | Ebbe Linde                                                               | Helge Hagerman      | Premiär 25 januari 1940 Gästspel av Dramatikerstudion |
| 1940 | Pappersväggen                                        | Dicte Sjögren                                                            | Ingrid Luterkort    | Premiär 25 januari 1940 Gästspel av Dramatikerstudion |
| 1940 | Här har jag varit förut I have been here before      | John Boynton Priestley Översättning Eva Tisell                           | Harry Roeck-Hansen  | Premiär 21 februari 1940 Mimi Pollak, Olav Riégo, Hilding Gavle, Åke Engfeldt, Ester Roeck-Hansen, Holger Löwenadler Scenografi Harald Garmland |
| 1940 | Pelops Marknadsafton                                 | Carl af Ugglas Vilhelm Moberg                                            | Björn Berglund      | Premiär 23 februari 1940 Gästspel av Dramatikerstudion |
| 1940 | Duo                                                  | Paul Géraldy och Colette Översättning Elsa Thulin                        | Harry Roeck-Hansen  | Premiär 28 mars 1940 Georg Rydeberg, Ester Roeck-Hansen, Olav Riégo, Anna-Lisa Baude Scenografi Harald Garmland |
| 1940 | Jag, konungen                                        | Brita von Horn                                                           | Helge Hagerman      | Premiär 4 april 1940 Gästspel av Dramatikerstudion |
| 1940 | En herre med svans, revy                             | Kar de Mumma                                                             | Leif Amble-Næss     | Premiär 26 april 1940 |
| 1940 | Hyggliga människor The gentle people                 | Irwin Shaw Översättning Herbert Grevenius                                | Olof Molander       | Premiär 10 oktober 1940 Holger Löwenadler, Hilding Gavle, Stig Järrel, John Norrman, Eva Henning, Åke Engfeldt, Mimi Pollak, Anna-Lisa Baude, Albert Ståhl, Sven Quick Scenografi Olof Molander |
| 1940 | Plats för leende No time for comedy                  | Samuel Nathaniel Behrman Översättning Erik Wilhelm Olson                 | Harry Roeck-Hansen  | Premiär 20 november 1940 Georg Rydeberg, Ester Roeck-Hansen, Mimi Pollak, Åke Engfeldt, Olav Riégo, Anna-Lisa Baude, Al. Samfors Scenografi Harald Garmland |
| 1941 | Charleys tant Charley's aunt                         | Brandon Thomas                                                           | Leif Amble-Næss     | Premiär 4 januari 1941 Stig Järrel, Hilding Gavle, Holger Löwenadler, Mimi Pollak, Olav Riégo, Anna-Lisa Baude Överflyttad från Vasateatern |
| 1941 | Onkel Vanja Дядя Ваня, Djadja Vanja                  | Anton Tjechov Översättning Jarl Hemmer                                   | Harry Roeck-Hansen  | Premiär 4 februari 1941 Holger Löwenadler, Mimi Pollak, Hilding Gavle, Ester Roeck-Hansen, Gunnar Sjöberg, Anna Flygare-Stenhammar, Olav Riégo, Anna-Lisa Baude, Al. Samfors Scenografi Harald Garmland |
| 1941 | På solsidan                                          | Helge Krog                                                               | Hans Jacob Nilsen   | Premiär 8 mars 1941 Holger Löwenadler, Ester Roeck-Hansen, Eva Henning, Olga Andersson, Hilding Gavle, Leif Amble-Næss, Åke Engfeldt Scenografi Harald Garmland |
| 1941 | Kar de Mummas ofullbordade, revy                     | Kar de Mumma                                                             | Leif Amble-Næss     | Premiär 25 april 1941 Hjördis Petterson, Anna-Lisa Baude, Ulla Wikander, Greta Liming, Hilding Gavle, Leif Amble-Næss, Karl-Arne Holmsten, Sten Lindgren, Olav Riégo, Eva Helena Grill Scenografi Harald Garmland |
| 1941 | Skilda språk The Talley method                       | Samuel Nathaniel Behrman Översättning A.V. Leslie                        | Harry Roeck-Hansen  | Premiär 17 oktober 1941 Marianne Aminoff, Bengt Ekerot, Åke Engfeldt, Ester Roeck-Hansen, Aurore Palmgren, Hilding Gavle, Hugo Björne Scenografi Harald Garmland |
| 1941 | Midsommardröm i fattighuset                          | Pär Lagerkvist                                                           | Per Lindberg        | Premiär 21 november 1941 Georg Rydeberg, Hugo Björne, Hilding Gavle, Olav Riégo, Mimi Pollak, Ester Roeck-Hansen, Mai Zetterling, Al. Samfors, Åke Engfeldt Scenografi och kostym Harald Garmland |
| 1942 | Candida                                              | George Bernard Shaw Översättning Hugo Vallentin                          | Harry Roeck-Hansen  | Premiär 4 januari 1942 Hugo Björne, Ester Roeck-Hansen, Hilding Gavle, Åke Engfeldt, Sture Lagerwall, Mimi Pollak |
| 1942 | Sagan                                                | Hjalmar Bergman                                                          | Per Lindberg        | Urpremiär 16 januari 1942 Gästspel av Dramatikerstudion Tollie Zellman, Sally Palmblad, Barbro Kollberg, Ingrid Borthen, Sif Ruud, Erik Rosén, Björn Berglund, Gunnar Sjöberg, Börje Mellvig, Arthur Rolén |
| 1942 | På livets botten На дне, Na dne                      | Maksim Gorkij Översättning Jura Tamkin                                   | Jura Tamkin         | Premiär 11 februari 1942 Emile Stiebel, Ester Roeck-Hansen, Barbro Kollberg, Birgit Tengroth, Emil Fjellström, Hilding Gavle, Gunnar Sjöberg, Hugo Björne, Olav Riégo, Åke Engfeldt, Sven Quick, Anna Flygare-Stenhammar, Mimi Pollak, Anna-Lisa Baude, Erik Liebel, Al. Samfors, Jura Tamkin, John Norrman |
| 1942 | Sol i dimma The light of heart                       | Emlyn Williams Översättning A.V. Leslie                                  | Harry Roeck-Hansen  | Premiär 19 mars 1942 Aurore Palmgren, Hilding Gavle, Mimi Pollak, Olav Riégo, Anders de Wahl, Ester Roeck-Hansen, Åke Engfeldt, Anna-Lisa Baude |
| 1942 | Det glada 40-talet, revy                             | Kar de Mumma                                                             | Leif Amble-Næss     | Premiär 29 april 1942 Koreografi Leif Amble-Næss, Scenografi Harald Garmland, Kostym Gueye Rolf |
| 1942 | Blåpapperet Blåpapiret Den svåra stunden Inför döden | Helge Krog Pär Lagerkvist August Strindberg                              | Bertil Herou        | Premiär 10 maj 1942 Gästspel av Studio 38 |
| 1942 | Väninnor Old acquaintance                            | John Van Druten Översättning A.V. Leslie                                 | Harry Roeck-Hansen  | Premiär 9 oktober 1942 Ester Roeck-Hansen, Claes Thelander, Eva Henning, Solveig Hedengran, Karin Lannby, Elsa Carlsson, Aurore Palmgren, Olav Riégo Scenografi Harald Garmland |
| 1943 | Fadren                                               | August Strindberg                                                        | Helge Hagerman      | Premiär 22 januari 1943 Harry Roeck-Hansen, Linnéa Hillberg, Åke Engfeldt, Karin Cederström, Hilding Gavle, Helge Hagerman, Anna-Lisa Baude, Al. Samfors Scenografi Harald Garmland |
| 1943 | Rus                                                  | Rudolf Värnlund                                                          | Per Lindberg        | Premiär 23 februari 1943 Harry Roeck-Hansen, Ester Roeck-Hansen, Elsa Carlsson, Åke Engfeldt, Hilding Gavle, Olav Riégo, Helge Hagerman, Anna-Lisa Baude, Claes Thelander, Sven Quick, Al. Samfors, Lill Germundson Scenografi Harald Garmland |
| 1943 | Månen har gått ned The moon is down                  | John Steinbeck Översättning Thorsten Jonsson                             | Harry Roeck-Hansen  | Premiär 16 mars 1943 Olle Hilding, Karl Erik Flens, Olav Riégo, Stina Hedberg, Hilding Gavle, Sven Quick, Anna-Lisa Baude, Albert Ståhl, Åke Engfeldt, Gunnar Björnstrand, Claes Thelander, Inga-Bodil Vetterlund, Oscar Ljung, Bo Lindström, Olle Wigren Scenografi Harald Garmland Flyttad till Oscarsteatern |
| 1943 | Solen har gått upp, revy                             | Kar de Mumma                                                             | Leif Amble-Næss     | Premiär 30 april 1943 Koreografi Leif Amble-Næss, Scenografi Harald Garmland, Kostym Göta Trägårdh |
| 1943 | Jag är sjutton år J'ai dix-sept ans                  | Paul Vandenberghe Översättning A.V. Leslie                               | Harry Roeck-Hansen  | Premiär 16 oktober 1943 Ester Roeck-Hansen, Rolf Bergström, Olav Riégo, Ernst Eklund, Claes Thelander, Constance Gibson, Aurore Palmgren, Al. Samfors Scenografi Harald Garmland |
| 1943 | De små rävarna The little foxes                      | Lillian Hellman Översättning Gustaf Ageberg                              | Harry Roeck-Hansen  | Premiär 26 november 1943 Ester Roeck-Hansen, Olav Riégo, Hilding Gavle, Dagny Lind, Barbro Kollberg, Ernst Eklund, Claes Thelander, Anna-Lisa Baude, Helge Hagerman, Olle Hilding Scenografi Harald Garmland |
| 1944 | Det ljusnar vid 7-tiden The mornings at seven        | Paul Osborn Översättning Gustaf Ageberg                                  | Harry Roeck-Hansen  | Premiär 5 januari 1944 Hilding Gavle, Gull Natorp, Ester Roeck-Hansen, Gerda Bohman, Sven Quick, Helge Hagerman, Gunn Wållgren, Anna-Lisa Baude, Olav Riégo Scenografi Harald Garmland |
| 1944 | Körsbärsträdgården Вишнёвый сад, Visjnjovyj sad      | Anton Tjechov Översättning Jura Tamkin                                   | Harry Roeck-Hansen  | Premiär 6 februari 1944 Ester Roeck-Hansen, Inga Landgré, Gunn Wållgren, Hilding Gavle, Helge Hagerman, Claes Thelander, Carl Deurell, Anna-Lisa Baude, Olle Hilding, Dagny Lind, Olav Riégo, Åke Uppström Scenografi Harald Garmland |
| 1944 | Med clippern västerut Flight to the west             | Elmer Rice Översättning H. Björklund                                     | Helge Hagerman      | Premiär 21 mars 1944 Sten Sture Modéen, Rolf Bergström, Folke Åström, Gunnar Öhlund, Ester Roeck-Hansen, Anna-Lisa Baude, Sven Quick, Olle Hilding, Olga Raphael, Albert Ståhl, Hilding Gavle, Claes Thelander, Gunn Wållgren, Olav Riégo, Helge Hagerman, Bertil Ehrenmark Scenografi Harald Garmland |
| 1944 | Och han skämtar för dig, revy                        | Kar de Mumma                                                             | Leif Amble-Næss     | Premiär 27 april 1944 Eva Dahlbeck, Anita Björk, Hjördis Petterson, Wera Kreuger, Christin Reinius, Leif Amble-Næss, Douglas Håge, Sven Magnusson, Sten Sture Modéen, Harald Emanuelsson, Hilding Gavle, Anna-Lisa Baude, Håkan Westergren Koreografi Leif Amble-Næss, Scenografi Harald Garmland, Kostym Aili Pekonen 165 föreställningar                                                                               |
| 1944 | Det evigt manliga The animal kingdom                 | Philip Barry Översättning Marga Rydeberg                                 | Harry Roeck-Hansen  | Premiär 13 oktober 1944 Olav Riégo, Georg Rydeberg, Inga-Bodil Vetterlund, Ester Roeck-Hansen, Claes Thelander, Lisskulla Jobs, Åke Engfeldt, Gull Natorp, Sten Lindgren Scenografi Harald Garmland |
| 1944 | Den obetvingade segern The wingless victory          | Maxwell Anderson Översättning Einar Malm                                 | Sam Besekow         | Premiär 28 november 1944 Aurore Palmgren, Åke Ohberg, Claes Thelander, Olav Riégo, Gull Natorp, Ester Roeck-Hansen, Anna-Lisa Baude, Sven Quick, Sten Lindgren, Inga-Bodil Vetterlund, Åke Engfeldt, Ingrid Foght, Al. Samfors Scenografi Harald Garmland |
| 1944 | Cocktails Tell me the truth                          | Leslie Howard Översättning Semmy Friedmann                               | Rudolf Wendbladh    | Premiär 26 december 1944 Eva Henning, Åke Engfeldt, Olav Riégo, Anna-Lisa Baude, Gull Natorp, Claes Thelander, Margot Ryding, Olle Hilding |
| 1945 | Det blåser en vind The Searching Wind                | Lillian Hellman Översättning Herbert Wärnlöf                             | Harry Roeck-Hansen  | Premiär 31 januari 1945 Olle Hilding, Hasse Ekman, Olav Riégo, Anna-Lisa Baude, Ester Roeck-Hansen, Åke Ohberg, Karin Ekelund, Otto Malmberg, Hilding Gavle, Edvard Danielsson, Åke Engfeldt Scenografi Harald Garmland |
| 1945 | När kvinnor mötas When Ladies Meet                   | Rachel Crothers Översättning Eva Tisell                                  | Sam Besekow         | Premiär 13 mars 1945 Irma Christenson, Hilding Gavle, Anna-Lisa Baude, Åke Engfeldt, Fritiof Billquist, Olav Riégo, Ester Roeck-Hansen |
| 1945 | En glädjande tilldragelse, revy                      | Kar de Mumma                                                             | Leif Amble-Næss     | Premiär 27 april 1945 Hjördis Petterson, Douglas Håge, Anna-Lisa Baude, Naemi Briese, Lauritz Falk, Hans Dahlin, Arne Lindblad, Gerissa Jalander, Stina-Britta Melander Koreografi Leif Amble-Næss, Scenografi Eric Söderberg, Kostym Aili Pekonen |
| 1945 | Bunbury The Importance of Being Earnest              | Oscar Wilde Översättning Gustaf Linden och Kar de Mumma                  | Harry Roeck-Hansen  | Premiär 27 oktober 1945 Gull Natorp, Gerissa Jalander, Hilding Gavle, Håkan Westergren, Marianne Aminoff, Douglas Håge, Torsten Hillberg, Anna-Lisa Baude, Margit Andelius, Claes Thelander, Hans Dahlin Scenografi och kostym Harald Garmland |
| 1946 | Gengångare Gengangere                                | Henrik Ibsen Översättning Gurli Linder                                   | Harry Roeck-Hansen  | Premiär 6 januari 1946 Ester Roeck-Hansen, Claes Thelander, Hilding Gavle, Gunnar Olsson, Ingrid Backlin |
| 1946 | Pat regerar Junior Miss                              | Jerome Chodorov och Joseph Fields Översättning Stig Gillis Ahlberg       | Håkan Westergren    | Premiär 23 januari 1946 Håkan Westergren, Ester Roeck-Hansen, Agneta Lagerfeldt, Maud Kuhlén, Margit Andelius, Meg Westergren, Bengt Kilström, Hilding Gavle, Gerissa Jalander, Nils Wahlbom, Tom Bergman, Claes Thelander, Måns Westfelt, Ragnar Planthaber, Hans Dahlin Scenografi Harald Garmland |
| 1946 | Vår i september Les printemps des autres             | Jean Jacques Bernard Översättning I. Påhlman                             | Gunnar Olsson       | Premiär 20 februari 1946 Ester Roeck-Hansen, Agneta Lagerfeldt, George Fant, Margit Andelius Scenografi Mille Pettersson |
| 1946 | Rabies                                               | Olle Hedberg                                                             | Ingmar Bergman      | Premiär 20 mars 1946 Gästspel av Helsingborgs stadsteater |
| 1946 | Kar de Mummas revystuga, revy                        | Kar de Mumma                                                             | Leif Amble-Næss     | Premiär 26 april 1946 Koreografi Leif Amble-Næss, Scenografi Eric Söderberg, Kostym Alvar Granström |
| 1946 | Man kan aldrig veta You never can tell               | George Bernard Shaw Översättning Hugo Vallentin                          | Harry Roeck-Hansen  | Premiär 28 november 1946 Håkan Westergren, Agneta Lagerfeldt, Hans Dahlin, Ester Roeck-Hansen, Marianne Aminoff, Karen Rasmussen, John Norrman, Hilding Gavle, Nils Jacobsson, Torsten Bergström Scenografi och kostym Harald Garmland |
| 1947 | Krigsmans erinran                                    | Herbert Grevenius                                                        | Henrik Dyfverman    | Premiär 4 januari 1947 Elof Ahrle, Ester Roeck-Hansen, Carin Cederström, Sigge Fürst, Birger Malmsten |
| 1947 | Kar de Mummas sällskapsresa, revy                    | Kar de Mumma                                                             | Hjördis Petterson   | Premiär 29 april 1947 Douglas Håge, Hjördis Petterson, Tollie Zellman, Björn Berglund, Agneta Prytz, Anna-Lisa Baude, Marianne Nielsen, Naemi Briese, Nils Jacobsson, John Elfström, Barbro Kollberg Koreografi Birgit Cullberg, Scenografi Harald Garmland, Kostym Aili Pekonen |
| 1947 | Han träffas inte här                                 | Gustaf Hellström                                                         | Ernst Eklund        | Premiär 24 oktober 1947 Ester Roeck-Hansen, Nils Eklund, Ernst Eklund, Agneta Prytz, Lisskulla Jobs, Anna-Lisa Baude, Eva Wikman Scenografi Harald Garmland |
| 1948 | Höst                                                 | Bengt Blomgren                                                           | Lars-Levi Læstadius | Premiär 18 mars 1948 Scenografi Harald Garmland |
| 1948 | Vaktparad, revy                                      | Kar de Mumma                                                             | Leif Amble-Næss     | Premiär 29 april 1948 Koreografi Leif Amble-Næss, Scenografi Harald Garmland, Kostym Göta Trägårdh |
| 1948 | Fettpärlan                                           | Gösta Sjöberg                                                            | Harry Roeck-Hansen  | Premiär 20 november 1948 Björn Berglund, Marit Bergson, Al. Samfors, Sven Quick, Magnus Kesster, Lisskulla Jobs, Anna-Lisa Baude, Torsten Winge, Ebba Wrede, Gunnar Nielsen, Gudrun Brost, Hans Verder, Arne Lindblad, Aurore Palmgren, Margit Andelius, Peter Winner Scenografi och kostym Harald Garmland |
| 1949 | Dödsdansen                                           | August Strindberg                                                        | Gunnar Olsson       | Premiär 22 januari 1949 Ester Roeck-Hansen, Stig Järrel, Gunnar Nielsen, Eva Wikman, Aurore Palmgren Scenografi Harald Garmland |
| 1949 | De fem fåglarna                                      | Staffan Tjerneld                                                         | Björn Berglund      | Premiär 2 februari 1949 Marit Bergson, Eva Wikman, Sigge Fürst, Ester Roeck-Hansen, Peter Winner, Hasse Ekman, Gunnar Olsson, Erik Hell, Gunnar Nielsen, Sten Sture Modéen, Eva Henning, Al. Samfors Scenografi Harald Garmland |
| 1949 | Låt människan skratta, revy                          | Kar de Mumma                                                             | Leif Amble-Næss     | Premiär 29 april 1949 Koreografi Leif Amble-Næss, Scenografi Harald Garmland, Kostym Alvar Granström och Göta Wending |
| 1949 | Edward, min son Edward, My Son                       | Robert Morley och Noel Langley                                           | Sven Lindberg       | Premiär 26 december 1949 Scenografi Harald Garmland |
| 1950 | Ung man gör visit                                    | Gustaf Hellström                                                         | Ernst Eklund        | Premiär 3 februari 1950 Scenografi Harald Garmland |
| 1950 | Skyll er själva, revy                                | Kar de Mumma                                                             | Leif Amble-Næss     | Premiär 28 april 1950 Stig Järrel, Anna-Lisa Baude, Annalisa Ericson, Sif Ruud, Leif Amble-Næss, Björn Berglund, Magnus Kesster, Carl-Henrik Fant, Harriet Andersson, Edel Stenberg Scenografi Harald Garmland |
| 1951 | En juninatt Miss Plinchby's kabale                   | Kjeld Abell                                                              | Ernst Eklund        | Premiär 26 januari 1951 Scenografi Harald Garmland |
| 1951 | Svart chiffon Black Chiffon                          | Lesley Storm                                                             | Gunnar Olsson       | Premiär 1 mars 1951 Scenografi Gunnar Olsson |
| 1951 | Galoppmarknad, revy                                  | Kar de Mumma                                                             | Leif Amble-Næss     | Premiär 27 april 1951 |
| 1951 | Swedenhielms                                         | Hjalmar Bergman                                                          | Harry Roeck-Hansen  | Premiär 16 november 1951 Ernst Eklund, Björn Berglund, Tutta Rolf, Stig Olin, Inger Stenius, Anna-Lisa Baude, Bengt Schött, Magnus Kesster |
| 1952 | Come back The country girl                           | Clifford Odets Översättning Eva Tisell                                   | Harry Roeck-Hansen  | Premiär 10 januari 1952 Stig Olin, Georg Rydeberg, Björn Berglund, Magnus Kesster, Inger Stenius, Ruth Stevens Scenografi Harald Garmland |
| 1952 | Stockholmskärlek, revy                               | Kar de Mumma                                                             | Leif Amble-Næss     | Premiär 2 juni 1952 |
| 1953 | Montmartre Le moulin de la galette                   | Marcel Achard                                                            | Harry Roeck-Hansen  | Premiär 10 februari 1953 |
| 1953 | Nu blommar Kar de Mumman, revy                       | Kar de Mumma                                                             | Leif Amble-Næss     | Premiär 29 april 1953 |
| 1954 | En av oss                                            | Lars-Levi Læstadius                                                      | Harry Roeck-Hansen  | Premiär 22 januari 1954 |
| 1954 | Ett dockhem Et dukkehjem                             | Henrik Ibsen Översättning Ernst Schönaich                                | Harry Roeck-Hansen  | Premiär 4 mars 1954 Åke Ohberg, Gertrud Fridh, Bengt Blomgren, Ruth Stevens, Ulf Johanson, Aurore Palmgren, Mona Malmé Scenografi Holger Gardelius |
| 1954 | Kar de Mumma-revyn, revy                             | Kar de Mumma                                                             | Leif Amble-Næss     | Premiär 29 april 1954 |

## Gösta Bernhardsregim, 1955-1961
| År   | Produktion                                                        | Upphov                                                          | Regi                             | Teater |
| ---- | ----------------------------------------------------------------- | --------------------------------------------------------------- | -------------------------------- | --- |
| 1955 | Mellan vänner, revy                                               | Gösta Bernhard och Stig Bergendorff                             | Gösta Bernhard                   | Premiär 27 april 1955 |
| 1956 | Graven under Triumfbågen Le tombeau sous l'Arc du Triomphe        | Paul Raynal Översättning Elsa Thulin                            | Harry Roeck Hansen               | Premiär 5 februari 1956 Edvin Adolphson, Anita Björk, Alf Kjellin Scenografi Evert Myhrman 35 föreställningar |
| 1956 | Pst!, revy                                                        | Stig Bergendorff och Gösta Bernhard                             | Gösta Bernhard                   | Premiär 28 april 1956 Katie Rolfsen, Gösta Bernhard, Georg Adelly, Iréne Söderblom, Holger Höglund, Ingrid Ersson, Gösta Prüzelius, Gösta Krantz, Gun Swartz, Astrid Jäderström, Gösta Hemming Scenografi Gunnar Karlsson, Kostym Svenbörje Gaborn 273 föreställningar |
| 1957 | Se dig om i vrede Look back in anger                              | John Osborne                                                    | Alf Sjöberg                      | Premiär 8 februari 1957 Scenografi Yngve Larson Gästspel av Dramaten 50 föreställningar |
| 1957 | Klart annorlunda, revy                                            | Gösta Bernhard och Stig Bergendorff                             | Gösta Bernhard                   | Premiär 27 april 1957 Gösta Bernhard, Holger Höglund, Sonja Wigert, Georg Adelly Scenografi Evert Myhrman, Kostym Svenbörje Gaborn |
| 1958 | En sällsam historia The Turn of the Screw                         | Benjamin Britten                                                | Göran Gentele                    | Premiär 21 januari 1958 Scenografi Birger Bergling Gästspel av Kungliga Operan |
| 1958 | Tranfjädrarna Minnen                                              | Sven-Erik Bäck Ian Montague                                     | Lars Runsten                     | Premiär 21 februari 1958 Scenografi Lars Runsten Gästspel av Kungliga Operan 11 föreställningar |
| 1958 | Fridas visor                                                      | Gösta Sjöberg                                                   | Bengt Lagerkvist                 | Premiär 7 mars 1958 Scenografi Eric Söderberg Gästspel av Kungliga Operan 11 föreställningar |
| 1958 | Råttfällan The mousetrap                                          | Agatha Christie Översättning Börje Mellvig                      | Börje Mellvig                    | Premiär 16 maj 1958 Ruth Kasdan, Gösta Prüzelius, Bengt Virdestam, Linnéa Hillberg, Gunnar Olsson, Fylgia Zadig, Curt Masreliez, Gunnar Hellström Scenografi Gunnar Lindblad                                                                                           |
| 1958 | Lucretia The rape of Lucretia                                     | Benjamin Britten                                                | Bengt Peterson                   | Premiär 20 september 1958 Scenografi Birger Bergling Gästspel av Kungliga Operan |
| 1958 | Dansafton A dinner engagement                                     | Lilavati                                                        |                                  | Premiär 17 oktober 1958 Gästspel av Kungliga Operan |
| 1958 | En sån middag Tran                                                | Lennox Berkeley Beatrice Laufer                                 | Lars Runsten                     | Premiär 28 oktober 1958 Scenografi Birger Bergling Gästspel av Kungliga Operan 9 föreställningar |
| 1958 | Milda makter Three’s Company                                      | Antony Hopkins och Michael Flanders                             | Bengt Peterson                   | Premiär 13 november 1958 Sven-Erik Vikström, Ingvar Wixell, Busk Margit Jonsson Scenografi Yngve Gamlin Gästspel av Kungliga Operan 11 föreställningar |
| 1958 | Balettprogram                                                     |                                                                 |                                  | Premiär 13 november 1958 Gästspel av Kungliga Operan 11 föreställningar |
| 1958 | Gästabudet                                                        | Sven-Erik Bäck                                                  | Lars Runsten                     | Premiär 29 november 1958 Scenografi Lars Runsten Gästspel av Kungliga Operan 14 föreställningar |
| 1959 | Orfeus Nilsson, revy                                              | Gösta Bernhard och Stig Bergendorff                             | Gösta Bernhard och Olof Thunberg | Premiär 25 mars 1959 Gösta Bernhard, Siv Ericks, John Elfström, Holger Höglund, Lissi Alandh, Iréne Söderblom, Georg Adelly Scenografi Evert Myhrman, Kostym Alvar Granström 226 föreställningar                                                                       |
| 1959 | Kataki                                                            | Shimon Wincelberg                                               | Vivica Bandler                   | Premiär 13 november 1959 Scenografi Wolle Weiner Gästspel av Lilla Teatern, Helsingfors 21 föreställningar |
| 1959 | Mumintroll i kulisserna                                           | Tove Jansson                                                    | Vivica Bandler                   | Premiär 1 december 1959 Gästspel av Lilla Teatern, Helsingfors 11 föreställningar |
| 1959 | Lökarna Parkbänk Bara människor                                   | Mary Mandelin-Dixon Solveig von Schoultz Reino Lahtinen         | Vivica Bandler                   | Premiär 10 december 1959 Gästspel av Lilla Teatern, Helsingfors |
| 1960 | Vi gör en opera (del 1) Let's Make an Opera                       | Benjamin Britten                                                | Leif Söderström                  | Premiär 8 februari 1960 Scenografi Birger Bergling Gästspel av Kungliga Operan |
| 1960 | Äktenskapsväxeln La cambiale di matrimonio Kinesiskorna Le cinesi | Gioacchino Rossini Christoph Willibald Gluck                    | Lars Runsten                     | Premiär 12 februari 1960 Scenografi Lars Runsten Gästspel av Kungliga Operan |
| 1960 | Lite i rödluvan, revy                                             | Bez                                                             | Vivica Bandler                   | Premiär 13 maj 1960 Scenografi Wolle Weiner Gästspel av Lilla Teatern, Helsingfors 16 föreställningar |
| 1960 | Milda makter Three’s Company                                      | Antony Hopkins och Michael Flanders                             | Bengt Peterson                   | Premiär 7 juli 1960 Sven Erik Vikström, Carrie Nilsson, Arne Wirén Scenografi Yngve Gamlin 24 föreställningar |
| 1960 | Äktenskapskarusellen The marriage go round                        | Leslie Stevens Översättning Stig Bergendorff och Gösta Bernhard | Gustaf Molander                  | Premiär 2 november 1960 Gösta Bernhard, Siv Ericks, Beatrice Palner, Börje Nyberg Scenografi Gunnar Lindblad, Kostym Svenbörje Gaborn 25 föreställningar |
| 1961 | Jazzbalett 61                                                     | Lia Schubert och Walter Nicks                                   |                                  | Premiär 12 juli 1961 Scenografi Torolf G. Engström |